# Lê Anh Tông
Lê Anh Tông (chữ Hán: 黎英宗 1532 - 22 tháng 1 năm 1573), tên húy là Lê Duy Bang (黎維邦), là hoàng đế thứ ba của Nhà Lê Trung hưng và là hoàng đế thứ 14 của nhà Hậu Lê nước Đại Việt. Ông trị vì từ năm 1556 đến năm 1572, tổng cộng 16 năm, trong thời kỳ Nam-Bắc triều.
Anh Tông xuất thân là cháu năm đời của Lê Trừ, anh trai vua Lê Thái Tổ. Khi Lê Trung Tông mất không có người nối dõi, Thái sư Trịnh Kiểm lập Anh Tông lên ngôi, đóng tại hành cung Vạn Lại, cai quản vùng đất Đại Việt từ Thanh Hóa trở vào nam, đánh nhau với nhà Mạc ở phía bắc. Khi ấy nhà Lê vừa mới trung hưng, chính sự còn khá non nớt nhưng được Thái sư Trịnh Kiểm hết lòng phò tá, tiếp tục dựng nên cơ nghiệp. Sau này con Trịnh Kiểm là Trịnh Tùng lên kế nghiệp, làm Thái úy. Năm 1573, Anh Tông ghét Trịnh Tùng chuyên quyền, bèn lập mưu cùng Lê Cập Đệ phế bỏ Trịnh Tùng. Trịnh Tùng biết được, giết Lê Cập Đệ khiến Anh Tông phải đem theo 4 hoàng tử chạy ra Nghệ An. Sau Trịnh Tùng sai Tống Đức Vị giết Anh Tông.

## Thân thế
Đại Việt Sử ký Toàn thư viết:
"...anh thứ hai của Thái Tổ là Trừ (tặng Lam quốc công, nay tôn phong là Hoằng Dụ vương). Trừ sinh ra Khang (tặng Quỳ quốc công, nay tôn phong là Hiển Công vương). Khang sinh ra Thọ (nay tôn phong là Quang Nghiệp vương), Thọ sinh Duy Thiệu (nay tôn phong là Trang Giản vương), Duy Thiệu sinh Duy Khoáng (nay tôn phong là Hiếu Tông Nhân Hoàng đế), Duy Khoáng lấy vợ người hương Bố Vệ, huyện Đông Sơn, sinh ra vua. Bấy giờ, Trung Tông băng, không có con nối, Thái sư Lượng quốc công Trịnh Kiểm và các đại thần đón lập lên..."
Như vậy, về vai vế trong dòng họ các vua Lê, Anh Tông ở hàng ông của Trung Tông.

## Lên ngôi
Năm 1556, Trung Tông mất, không có con nối. Dòng dõi của Lê Thái Tổ vẫn còn một số hậu duệ sống ở Thanh Hóa, như các con cháu của Lê Kiện (con út vua Lê Thánh Tông). Tuy nhiên, Thái sư Lượng quốc công Trịnh Kiểm quyết định chọn dòng dõi Lê Trừ (anh trai Lê Lợi) lập làm vua. Trịnh Kiểm bèn chọn Lê Duy Bang lên ngôi, tức là Lê Anh Tông.
Thời kỳ Anh Tông làm vua, nhà Lê chỉ kiểm soát địa bàn từ Thanh Hóa trở vào nam. Phía bắc là vùng đất thuộc nhà Mạc kiểm soàt.
Thơi kì này là thời kì ông giao toàn bộ quyền hành cho Trịnh Kiểm xử lí quốc sự. Năm 1558, Thái úy Đoan quận công Nguyễn Hoàng xin trấn thủ Quảng Nam ông cũng giao cho Trịnh Kiểm quyết định. Vụ hoàng đệ Lê Duy Hàn trộm ấn báu, ông cũng để Kiểm xử trí thay. Có thể thấy, không cần đến đời Lê Thế Tông các chúa Trịnh mới nắm thực quyền mà mầm mống từ khi trung hưng cơ nghiệp đã không còn là của nhà Lê nữa mà là của quyền thần họ Nguyễn và họ Trịnh.

## Bị giết
Khác với hai vua đầu thời Lê Trung hưng thường ủy thác toàn bộ việc chiến sự cho Nguyễn Kim và Trịnh Kiểm, Anh Tông đã có những lần tự cầm quân ra mặt trận chống nhà Mạc. Một tướng họ Lê khác là Lê Cập Đệ nhiều lần ra trận lập được công, được phong làm Thái phó.
Trong thời kỳ này, quyền hành của các chúa Trịnh tăng lên rất nhiều. Năm 1570, Trịnh Kiểm chết, hai con là Trịnh Cối và Trịnh Tùng tranh giành quyền bính. Vua Lê về phía Trịnh Tùng phong làm Trường Quận công chống lại Cối và đạo quân nhà Mạc do Nhiếp chính Mạc Kính Điển chỉ huy.   Trịnh Cối thất bại phải sang hàng nhà Mạc. Sau đó vua Lê tiếp tục thăng Tùng làm Thái úy Trưởng Quốc công, làm tướng đánh nhà Mạc.
Ban đầu vua Lê và Trịnh Tùng sống với nhau rất hòa thuận, binh sĩ cường tráng, võ nghệ thần sầu nhưng đến năm 1572, vì nghe lời dèm của Cảnh Hấp và Đình Ngạn thấy quyền hành Trịnh Tùng quá lớn, Lê Cập Đệ bàn mưu với Anh Tông mưu trừ khử Tùng để lấy lại quyền bính cho nhà Lê.
Sau khi bố trí mọi việc, Anh Tông cùng Cập Đệ hẹn nhau: hễ đêm đến, nghe thấy tiếng pháo nổ một tiếng thì nhà vua qua sông để cử sự. Mưu cơ bị lộ, Trịnh Tùng biết rõ chuyện ấy, nhưng bề ngoài vẫn cứ biếu Cập Đệ nhiều vàng bạc. Khi Cập Đệ đến tạ ơn thì Tùng cho tên đao phủ mai phục sẵn, xông ra giết chết.
Nghe tin Cập Đệ bị giết, Anh Tông biết cơ mưu đã lộ bèn bỏ hành cung, cùng 4 hoàng tử lớn chạy ra Nghệ An.
Ngày 1 tháng 1 năm 1573, Trịnh Tùng đưa con trai thứ năm còn nhỏ tuổi của ông là Lê Duy Đàm lên ngôi vua, tức Lê Thế Tông.
Sau đó Trịnh Tùng sai Nguyễn Hữu Liêu đem quân đến Nghệ An bắt Anh Tông. Nhà vua lánh ra ruộng mía. Hữu Liêu đến lạy mời:
Xin bệ hạ mau mau vào cung để cho tôi con trong nước được thỏa ý mong muốn. Chúng tôi chẳng ai dám có ý gì khác.
Anh Tông đành phải quay về. Trịnh Tùng sai Tống Đức Vị ngày đêm hầu ở bên nhà vua để giám sát. Ngày 22 tháng 1 năm 1573, Anh Tông đi đến Lôi Dương. Đức Vị ngầm bức bách giết chết nhà vua, rồi nói phao lên rằng nhà vua tự thắt cổ chết.
Đại Nam Thực lục Tiền biên, bộ biên niên sử về các chúa Nguyễn ở phương Nam, chép về cái chết của Lê Anh Tông:
"Quý dậu, năm thứ 16 [1573] (Lê Gia Thái năm thứ 1, Minh Vạn Lịch năm 1), mùa xuân, tháng giêng, vua Lê bị Trịnh Tùng bắt phải thắt cổ chết ở Lôi Dương, lập người con thứ là Duy Đàm làm vua, đổi niên hiệu là Gia Thái, tức là Thế tông. Từ đấy Tùng ngày càng lấn quyền, vua Lê gia phong cho tước vương, sau thành thế tập."
Anh Tông chết khi 42 tuổi, được táng ở lăng Bố Vệ.

## Gia đình
- Thân phụ: Lê Duy Khoáng
- Thân mẫu:

### Hậu Phi
| STT | Danh hiệu                       | Tên                      | Sinh mất | Cha | Ghi chú |
| --- | ------------------------------- | ------------------------ | -------- | --- | ------- |
| 1   | Ý Thận Hoàng Hậu (懿慎皇后)     | Nguyễn Thị Minh (阮氏明) |          |     |         |
| 2   | Nhuy Khanh Hoàng Hậu (綏慶皇后) | Nguyễn Thị Ngọc (阮氏玉) |          |     |         |
| 3   | Cung nhân                       | Lê Thị Ngọc Quế          |          |     |         |
| 4   | Cung nhân                       | Lê Thị Ngọc Bền          |          |     |         |

### Hậu Duệ
| STT | Danh hiệu              | Tên                   | Sinh mất | Mẹ                                   | Ghi chú |
| --- | ---------------------- | --------------------- | -------- | ------------------------------------ | ------- |
| 1   | Bản Quốc Công (本國公) | Lê Duy Bách (黎維栢)  | ?-1600   | Ý Thận Hoàng Hậu Nguyễn Thị Minh     |         |
| 2   |                        | Lê Duy Lưu (黎維榴)   |          | Lê Thị Ngọc Quế                      |         |
| 3   |                        | Lê Duy Ngạch (黎維梗) |          | Lê Thị Ngọc Bền                      |         |
| 4   |                        | Lê Duy Tùng (黎維松)  |          | Lê Thị Ngọc Bền                      |         |
| 5   | Lê Thế Tông (黎世宗)   | Lê Duy Đàm (黎維潭)   |          | Nhuy Khanh Hoàng Hậu Nguyễn Thị Ngọc |         |

| STT | Danh hiệu                    | Tên             | Sinh mất | Mẹ | Ghi chú                     |
| --- | ---------------------------- | --------------- | -------- | -- | --------------------------- |
| 1   | Trưởng Công Chúa             | Lê Thị Ngọc Lễ  |          |    | Gả cho Hoàng Đình Phùng     |
| 2   |                              | Lê Thị Ngọc Hoa |          |    |                             |
| 3   | Công chúa Mai Hoa (梅花公主) | Không rõ tên    |          |    | Có tên thánh là Maria Flora |

Vua Lê Anh Tông sinh được 5 người con trai 1 người con gái, trưởng nam là Lê Duy Sách tức Chủ Sản, mẹ là Lê Thị Ngọc Quế người xã Tam Lư, huyện Lôi Dương, sinh 2 con trai 1 con gái thứ nam là Lê Duy Lựu, thứ 3 là Lê Duy Ngạch, mẹ là Lê Thị Ngọc Bền, người sách Nông Vụ. Thứ 4 là Lê Duy Tùng, thứ 5 là Lê Duy Đàm (Lê Thế Tông); Trưởng nữ là Ngọc Lễ (theo Hoàng Đình Phùng), và công chúa Ngọc Hoa, và Mai Hoa.

## Nhận định
Bộ Đại Việt Sử ký Toàn thư biên soạn dưới sự chỉ đạo của các chúa Trịnh đã nhận xét về Lê Anh Tông:
| “                         | Anh Tông khởi thân từ hàn vi, vì là cháu xa đời của họ Lê, là dòng dõi của nhà vua, nhờ được Tả tướng Trịnh Tùng và các quan tôn lập làm vua thiên hạ, lo việc khôi phục gian nan. Sau tin dùng bọn tiểu nhân, nghe lời ly gián, khinh xuất đem ngôi báu xiêu giạt ra ngoài, hại tới thân mình. Lời kẻ tiểu nhân làm hỏng nước nhà của người ta, thực là quá lắm! Như thế há chẳng đáng răn sao! | ” |
| — Đại Việt Sử ký Toàn thư | |   |